# China Merchants Securities
China Merchants Securities — китайская финансовая компания, одна из крупнейших брокерских компаний КНР. Штаб-квартира расположена в городе Шэньчжэнь. Входит в состав китайской государственной группы China Merchants. В списке крупнейших компаний мира Forbes Global 2000 за 2021 год заняла 838-е место (534-е по чистой прибыли, 480-е по активам и 1451-е по рыночной капитализации).

## История
Компания была основана в 1991 году как отдел по работе с ценными бумагами China Merchants Bank. В 1994 году отдел был преобразован в дочернюю компанию Shenzhen CMB Securities. В ноябре 1998 года, в связи с появлением новых акционеров, название компании было изменено на Guotong Securities, а с 2002 года компания начала называться China Merchants Securities. В ноябре 2009 года А-акции компании были размещены на Шанхайской фондовой бирже. С октября 2016 года Х-акции China Merchants Securities начали котироваться на Гонконгской фондовой бирже.
Крупнейшими акционерами являются China Merchants Group (44,16 %) и COSCO (10,02 %).

## Деятельность
Сеть компании по состоянию на 2020 год насчитывала 259 отделений. Выручка за 2020 год составила 32,5 млрд юаней, из них 12,8 млрд пришлось на комиссионные доходы, 9,7 млрд — на процентный доход, 6,8 млрд — на инвестиционный доход.
Подразделения по состоянию на 2020 год:
- Управление частным капиталом и услуги институциональным клиентам — брокерские, аналитические и депозитарные услуги для частных клиентов и финансовых институтов; выручка 16,8 млрд юаней.
- Инвестиционный банкинг — обеспечение финансирования компаний путём размещения их акций и облигаций на фондовых биржах, консультации по вопросам слияний и поглощений; выручка 2,2 млрд юаней.
- Инвестиционный менеджмент — управление активами публичных и частных фондов, размер активов под управлением составил 542 млрд юаней; выручка 1,6 млрд юаней.
- Торговые услуги — брокерские услуги для институциональных клиентов (торговля акциями, деривативами, облигациями, фьючерсами); выручка 8,5 млрд юаней.

## Дочерние компании
Основные дочерние компании по состоянию на 2020 год:
- CMS International (Гонконг, основана в 1999 году)
- China Merchants Futures (Шэньчжэнь, основана в 1993 году)
- CMS Zhiyuan (Пекин, основана в 2009 году)
- CMS Investment (Шэньчжэнь, основана в 2013 году)
- CMS Asset Management (Шэньчжэнь, основана в 2015 году)
- China Merchants Securities (UK) Limited (Великобритания, основана в 2013 году)
- China Merchants Securities (Korea) Co., Ltd. (Республика Корея, основана в 2017 году)